# Ozarba hypoxanthella
Ozarba hypoxanthella là một loài bướm đêm trong họ Noctuidae.